# Stone Gods
Gli Stone Gods sono stati il gruppo hard rock formato dagli ex-membri della rock band inglese The Darkness.
La prima pubblicazione del gruppo è un EP a edizione limitata intitolato Burn The Witch, uscito il 25 febbraio 2008. Secondo il sito ufficiale degli Stone Gods, l'EP è esaurito in un solo giorno. Ha anche raggiunto la posizione numero 2 nella Radio 1 Rock Charts.
Il loro album di debutto, intitolato Silver Spoons & Broken Bones è stato pubblicato il 7 luglio 2008, anticipato dal singolo Knight of the Living Dead il 23 giugno.

## Formazione

### Formazione attuale
- Richie Edwards - voce, chitarra
- Daniel Hawkins - chitarra
- Toby MacFarlaine - basso
- Robin Goodridge - batteria

### Ex componenti
- Ed Graham - batteria
- Stuart Cable - batteria (turnista)

## Discografia

### Album
- 2008 - Silver Spoons & Broken Bones

### EP
- 2008 - Burn the Witch EP